# Charlie Tahan

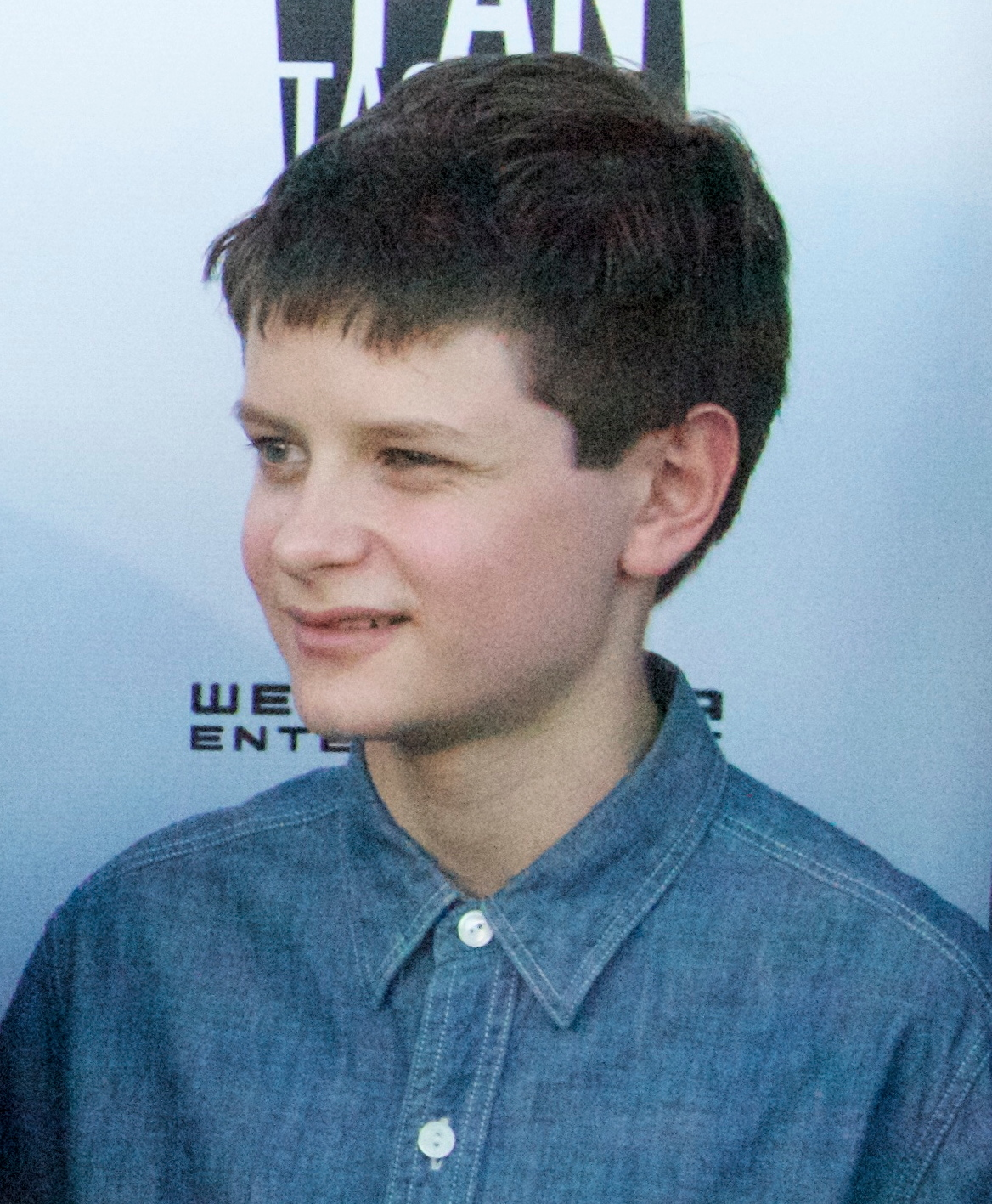
Charlie Tahan, 2012

Charles „Charlie“ Tahan (* 11. Juni 1998 in Glen Rock, New Jersey) ist ein US-amerikanischer Schauspieler.

## Leben
Tahan wurde als zweites Kind von Ellie und Michael Tahan in Glen Rock im US-Bundesstaat New Jersey geboren, wo er mit seinen Geschwistern Willie und Daisy Tahan aufwuchs. Seine erste namhafte Rolle hatte Tahan als Ethan in I Am Legend, danach erschien er neben einigen kleineren Produktionen zum Beispiel in Das Lächeln der Sterne und Burning Bright, bevor er an der Seite von Zac Efron und Oscar-Preisträgerin Kim Basinger eine der Hauptrollen in der Literaturverfilmung Wie durch ein Wunder spielte und damit weltweit einem breiten Publikum bekannt wurde. Darüber hinaus lieh er der Animationsfigur Victor Frankenstein für Frankenweenie und Captain Sparky vs. The Flying Saucers seine Stimme und hatte (wiederkehrende) Auftritte in mehreren Fernsehserien, z. B. als Calvin Arliss in Law & Order: Special Victims Unit.

## Filmografie (Auswahl)
- 2007: High Falls
- 2007: Trainwreck: My Life as an Idoit
- 2007: Once Upon a Film
- 2007: I Am Legend
- 2008: Das Lächeln der Sterne (Nights in Rodanthe)
- 2008: Fringe – Grenzfälle des FBI (Fringe, Fernsehserie, Episode 1x08)
- 2009: The Other Woman
- 2010: Meskada
- 2010: Wie durch ein Wunder (Charlie St. Cloud)
- 2010: Burning Bright – Tödliche Gefahr (Burning Bright)
- 2010–2011: Law & Order: Special Victims Unit (Fernsehserie, 4 Episoden)
- 2012: Blue Bloods – Crime Scene New York (Blue Bloods, Fernsehserie, Episode 2x19)
- 2012: Frankenweenie (Stimme von Victor Frankenstein)
- 2013: Captain Sparky vs. The Flying Saucers (Kurzfilm)
- 2013: Blue Jasmine
- 2013: The Harvest
- 2014: Liebe geht seltsame Wege (Love Is Strange)
- 2015–2016: Wayward Pines (Fernsehserie, 12 Episoden)
- 2015, 2017: Gotham (Fernsehserie, 4 Episoden)
- 2017: Super Dark Times
- 2017–2022: Ozark (Fernsehserie)
- 2018: Land der Gewohnheit (The Land of Steady Habits)
- 2019: Dancing Queens (Poms)
- 2020: FBI: Most Wanted (Fernsehserie, Episode 1x03)
- 2021: Drunk Bus
- 2022: Der denkwürdige Fall des Mr Poe (The Pale Blue Eye)
- 2023: I’ll Be Right There